# Olga Bołądź

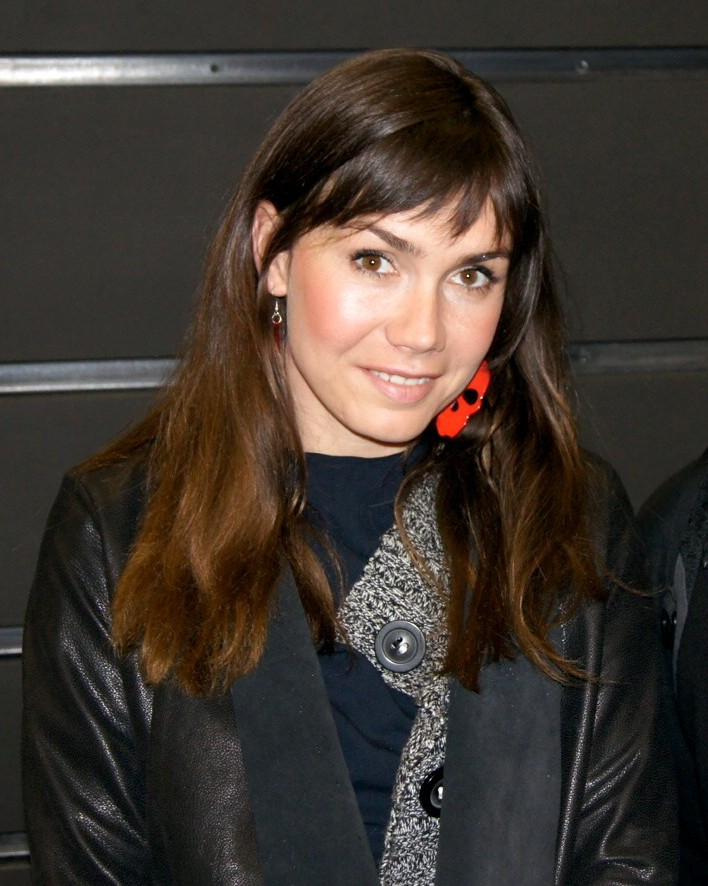
Olga Bołądź (2012)

Olga Maria Bołądź (* 29. Februar 1984 in Toruń) ist eine polnische Theater- und Filmschauspielerin.

## Leben
2007 absolvierte sie die Staatliche Theaterhochschule in Krakau. 2010 nahm sie zusammen mit dem Tänzer Łukasz Czarnecki an der elften Staffel von Taniec z Gwiazdami teil und erreichte den vierten Platz. Die Darstellerin spricht vier Fremdsprachen (Englisch, Spanisch, Italienisch und Russisch). Sie ist ledig und hat einen Sohn.
Zusammen mit Jowita Radzińska und Magdalena Lamparska gründete Bołądź die Gerlsy-Stiftung, um dem Bedarf einer weiblichen Stimme in polnischen Filmen und Fernsehserien gerecht zu werden, die Vielseitigkeit und Multidimensionalität der Frau darzustellen und das abgenutzte Stereotyp der polnischen Mutter zu überwinden. Sie haben das Drehbuch für Bołądźs Kurzfilm-Regiedebüt Alicja i żabka geschrieben und weitere Projekte initiiert.

## Filmografie (Auswahl)
- 2006: Miłość w przejściu podziemnym
- 2007: Środa, czwartek rano
- 2007: Korowód – Dorota
- 2008: 39 i pół – Miłka
- 2008: Skorumpowani – Patrycja Burzyńska
- 2008: Teraz albo nigdy! – Jola
- 2009: The Courageous Heart of Irena Sendler – Sofia
- 2009: Zero – Bardame
- 2009: Piksele – Monika
- 2009: Do wesela się zagoi – Julia
- 2009–2010: M jak miłość – Agata Tomasiewicz, Kardiologin in der Poliklinik „Maria-Med“
- 2009–2014: Czas honoru – Celina Dłużewska
- 2010–2011: Hotel 52 – Dorota Kruszyńska
- 2012: Nad życie – Agata Mróz-Olszewska